# Antoninus Pius római császár
Imperator Titus Aelius Caesar Hadrianus Antoninus Augustus Pius, általánosan elterjedt néven Antoninus Pius császár, született Titus Aurelius Fulvus Boionius Arrius Antoninus (Lanuvium, 86. szeptember 19. – Lorium, 161. március 7.), 138-tól 161-ig uralkodott a Római Birodalomban.

## Fiatalkora
Apja és nagyapja – mindkettő Aurelius Fulvus – római consul volt, családjuk Nemaususból (Nîmes) származott. Antoninus Pius nem messze Lanuviuntól született. Apja halála után Arrius Antoninus, anyai nagyapja támogatta, valamint a család egyik barátja, ifjabb Plinius. Az ebben a korban kezdődő szokás szerint neve igen összetett lett, örökölte apjáé mellett anyai nagyapja és nagyanyja nevét is (Boionius).
Miután quaestorként és praetorként sikeresen dolgozott, majd kétszer is consullá választották, Hadrianus császár kinevezte Antoninust Itália négy irányítója közé. Tovább növelte hírnevét sikeres ázsiai helytartósága alatt. A császár is nagyon megkedvelte, sőt 138. február 25-én örökbefogadta és utódjává tette első fogadott fia, Aelius Verus halála után. Ennek egy feltétele volt, Antoninusnak örökbe kellett fogadnia Hadrianus sógorának fiát és Aelius Verus fiát, akik mindketten császárrá váltak a későbbiekben (Marcus Aurelius, Lucius Verus).

## Uralkodása
Egyik első császári intézkedése a szenátus meggyőzése volt Hadrianus istenné avatásának ügyében, amit először visszautasítottak. Próbálkozásai a tisztség megadása érdekében szolgáltatták a legfőbb indokot a Pius név felvételére (kegyes). A másik két oka erre egyrészt idős apósának saját kezű támogatása a szenátusban, másrészt pedig Hadrianus ártatlanul halálra ítélt foglyainak kiszabadítása. Templomokat, színházakat, mauzóleumokat épített, támogatta a művészeteket és tudományokat, és tisztségeket vagy díjakat adományozott a retorika, valamint a filozófia tanítóinak.
Szigorúan kordában tartotta hivatalnokait és a tartományok kormányzóit, könnyített az adóterheken,
tiszteletben tartotta a senatus jogait.
Számos kisebb zavargás is kitört ebben az időszakban a Római Birodalomban, például Mauretaniában, Júdeában és Britanniában, de egyik sem volt túl komoly. A britanniai nyugtalanság azonban Hadrianus falának folytatásához, kiegészítéséhez vezette Antoninus császárt (Antoninus fala).
Feleségétől, Faustinától két lánya és két fia született, de csak egy, Ifjabb Faustina érte meg apja trónra emelését, aki később Marcus Aureliushoz ment feleségül.
Antoninus súlyos lázban halt meg az etruriai Loriumban, körülbelül 17 kilométerre Rómától. Életének utolsó szava egy jelszó volt, amit egy éppen érkező katonai tribunusnak mondott – „nyugalom”.
Uralkodása jelentette a Római Birodalom történetének legbékésebb korszakát.

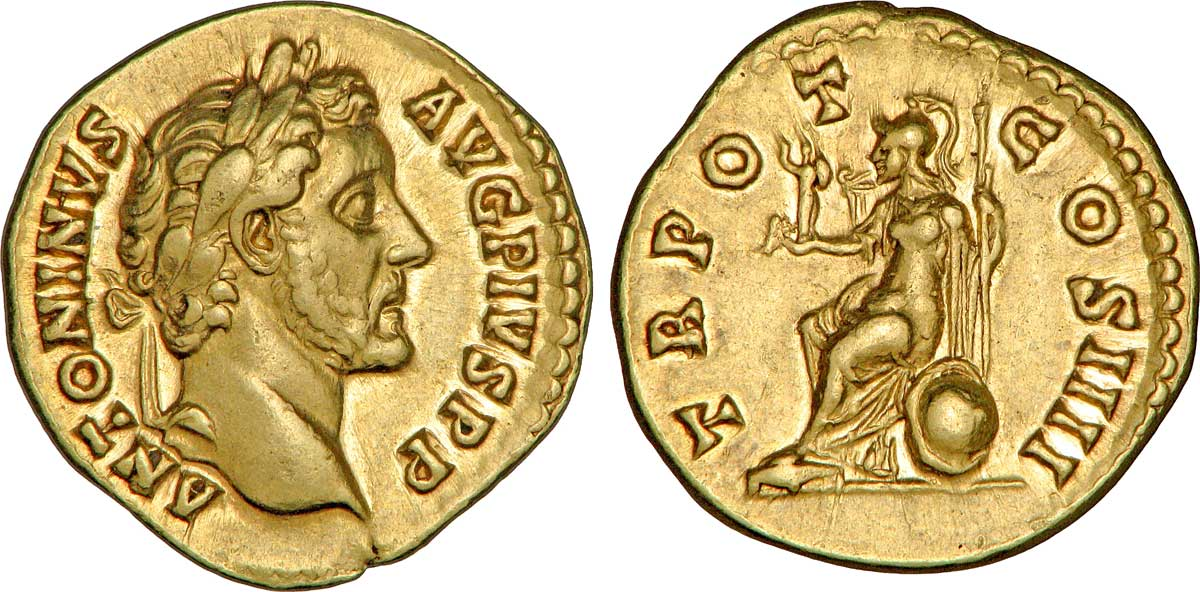
Antoninus Pius római császár 145-ben vert, arany aureus érméje, a babérkoszorús császárportrés előoldal felirata: ANTONIVUS AVG PIVS PP - azaz Antoninus Augustus Pius Pater Patriae. A hátoldalán Nikét, a győzelem istennőjét kezében tartó Róma, sisakos, pajzsos, lándzsás, ülő nőalakja látható, felirata: TR POT COS IIII - azaz Tribunicia Potestas Consul IIII.

## Kapcsolatok Kínával
Antoninus Pius uralkodása alatt járt feltételezhetően az első feltételezhető hivatalos római követség a Han-dinasztia Kínai Birodalmában, ugyanakkor nem kizárt, hogy csak római kereskedők adták ki magukat a császár követeinek. A rómaiak délről érkeztek Kínába (valószínűleg hajóval), Dél-Ázsiában szerzett orrszarvú- és elefántcsontot, kagylókat ajándékozva a kínaiaknak.
A valóságban azonban már Marcus Aurelius uralkodott, mivel Antoninus Pius 161-ben meghalt, és a karaván csak 166-ban érkezett meg. A tévedés akkor alakult ki, amikor Marcus Aurelius több nevet is felvett, beleértve elődjéét, mint a tisztelet jelét. Ezért a kínai történelemben a mai napig „An Tun”-nak (Antoninusnak) nevezik Marcus Aureliust.